# Надіївка (Покровський район)
Надіївка — селище Покровської міської громади Покровського району Донецької області, в Україні. У селі мешкає 325 людей.
11 січня 2025 року почалися бої за село. 
]]27 січня]] 2025 року ЗС РФ окупували село.

## Загальні відомості
Відстань до райцентру становить близько 29 км і проходить автошляхом Т 0515.

## Населення
За даними перепису 2001 року населення селища становило 325 осіб, із них 84 % зазначили рідною мову українську та 14,46 % — російську.